# Steven Ford
Steven Meigs Ford (East Grand Rapids, 19 maggio 1956) è un attore statunitense.

## Biografia
Nato a East Grand Rapids il 19 maggio 1956 e figlio del presidente degli Stati Uniti Gerald Ford e della first lady Betty Ford, divenne celebre per aver interpretato il personaggio di Joe in Harry, ti presento Sally.... Tra il 1981 e il 1987 fu un personaggio fisso della soap opera Febbre d'amore.

## Filmografia parziale

### Cinema
- Branco selvaggio (Cattle Annie and Little Britches), regia di Lamont Johnson (1981)
- 1997: Fuga da New York (Escape from New York), regia di John Carpenter (1981)
- L'ospedale più pazzo del mondo (Young Doctors in Love), regia di Garry Marshall (1982)
- Harry, ti presento Sally... (When Harry Met Sally...), regia di Rob Reiner (1989)
- Heat - La sfida (Heat), regia di Michael Mann (1995)
- L'eliminatore - Eraser (Eraser), regia di Chuck Russell (1996)
- Starship Troopers - Fanteria dello spazio (Starship Troopers), regia di Paul Verhoeven (1997)
- Contact, regia di Robert Zemeckis (1997)
- Armageddon - Giudizio finale (Armageddon), regia di Michael Bay (1998)
- Carrie 2 - La furia (The Rage: Carrie 2), regia di Katt Shea (1999)
- Black Hawk Down - Black Hawk abbattuto (Black Hawk Down), regia di Ridley Scott(2001)
- Transformers, regia di Michael Bay (2007)

### Televisione
- Happy Days – serie TV, un episodio (1981)
- Lobo (The Misadventures of Sheriff Lobo) – serie TV, un episodio (1981)
- Febbre d'amore (The Young and the Restless) – serie TV, 193 episodi (1982-2003)
- La signora in giallo (Murder, She Wrote) – serie TV, episodio 4x13 (1988)
- Colombo (Columbo) – serie TV, episodio 9x03 (1990)
- Le nuove avventure di Flipper (Flipper) – serie TV, un episodio (1995)
- JAG - Avvocati in divisa (JAG) – serie TV, un episodio (1996)
- Mr. & Mrs. Smith – serie TV, un episodio (1996)
- Dark Skies - Oscure presenze (Dark Skies) – serie TV, un episodio (1996)
- Sentinel (The Sentinel) – serie TV, un episodio (1997)
- Baywatch – serie TV, un episodio (1997)
- Walker Texas Ranger (Walker, Texas Ranger) – serie TV, un episodio (1997)
- Persi nell'oceano (Two Came Back), regia di Dick Lowry – film TV (1997)

## Doppiatori italiani
Nelle versioni in italiano delle opere in cui ha recitato, Steven Ford è stato doppiato da:
- Luca Ward in Harry, ti presento Sally…
- Giorgio Favretto in Carrie 2 - La furia
- Silvio Anselmo in Starship Troopers - Fanteria dello spazio
- Roberto Chevalier in Febbre d'amore (1ª edizione)
- Giorgio Bonino in Febbre d'amore (2ª edizione)
- Sergio Di Stefano in 1997: Fuga da New York
- Saverio Moriones in La signora in giallo